# Cooper Barnes
Nick Cooper Barnes (Sheffield, Inglaterra, 15 de abril de 1979) es un actor británico-estadounidense conocido por su papel cómo Ray Manchester / Capitán Man en la serie estadounidense de Nickelodeon Henry Danger y su spin-off Danger Force. Pese a su origen inglés, creció en el estado estadounidense de Michigan, dónde estudió en el instituto de Northvile. Más tarde se mudó a Los Ángeles, dedicándose profesionalmente a las artes dramáticas. A partir de 2003, comenzó a actuar en diversos roles de películas y musicales.

## Filmografía

### Cine
| Año  | Título                                | Personaje  |
| ---- | ------------------------------------- | ---------- |
| 2001 | Digging With Earnest                  | Ryan       |
| 2006 | One Wild Knight                       | Empleado   |
| 2008 | I am that girl                        | Terry      |
| 2012 | The Guy Who's F*cking Your Girlfriend | Miller     |
| 2012 | Sunken City                           | Spencer    |
| 2013 | Defending Santa                       | Sam Bryant |

### Televisión
| 2011      | Victorious                    | Silver                                 |
| 2011-2012 | Pacino & Pacino Talent Agency | Pacino II                              |
| 2012      | Good Luck Charlie             | Stu                                    |
| 2012      | Pair of Kings                 | Tom                                    |
| 2013      | Jessie                        | Director                               |
| 2013      | Switched at Birth             | Travis                                 |
| 2013      | Kickin' It                    | Eddie                                  |
| 2014      | Suburgatory                   | Fred                                   |
| 2014-2020 | Henry Danger                  | Raymond «Ray» Manchester / Capitán Man |
| 2016      | The Mindy Project             | Josh                                   |
| 2020      | Last Best Hope                | Capitán David Berenger                 |
| 2020-2024 | Danger Force                  | Raymond «Ray» Manchester / Capitán Man |

### Doblajes
| Año       | Título                       | Personaje       |
| --------- | ---------------------------- | --------------- |
| 2013      | Escape from Planet Earth     | Gray #2 Gray #3 |
| 2015-2016 | Henry Danger Motion Comic    | Capitán Man     |
| 2017      | The Loud House               | Stan Stankco    |
| 2018      | The Adventures of Kid Danger | Capitán Man     |

## Vida personal
Barnes se casó el 3 de octubre de 2015 con la también actriz Liz Stewart, después de haber estado en pareja por tres años. Ambos viven en los Estados Unidos con su hija Ripley. En su tiempo libre, le gusta ver partidos de tenis y fútbol.